# AC/DC
AC/DC er et hard rock-band, som blev dannet i Sydney, Australien i 1973 af brødrene Angus og Malcolm Young. Gruppen anses for at være pionerer inden for heavy metal. Gruppens medlemmer har dog altid klassificeret deres musik som rock 'n' roll".
AC/DC gennemgik flere medlemsudskiftninger, inden de fik udgivet deres debutalbum High Voltage i 1975. Besætningen forblev derefter stabil, indtil bassisten Cliff Williams afløste Mark Evans i 1977. I 1979 indspillede bandet sit succesrige album Highway to Hell. Efterfølgende døde forsangeren Bon Scott 19. februar 1980 efter en nat med et stort alkoholforbrug, hvor han til sidst blev kvalt i sit eget opkast. I et kort stykke tid overvejede gruppen at gå i opløsning, men fandt så sangeren Brian Johnson, der afløste Scott. Det samme år udgav de deres syvende studiealbum, Back in Black.
Bandets næste album For Those About to Rock We Salute You blev også meget populært og var det første hard rock-album, der nåede førstepladsen i USA. AC/DC's popularitet havde en tilbagegang, kort tid efter at trommeslageren Phil Rudd forlod bandet i 1983. Det lave pladesalg fortsatte indtil udgivelsen af The Razors Edge i 1990. I 1995 sluttede Phil Rudd sig atter til bandet og bidrog til albummet Ballbreaker. Stiff Upper Lip blev udgivet i 2000 og blev godt modtaget af anmelderne. Det nyeste album, Rock or Bust, udkom i 2014.
AC/DC har solgt mere end 200 millioner album verden over, hvilket inkluderer 75 millioner album i USA.
Det verdensomspændende pladesalg af Back in Black ligger på omtrent 50 millioner. Med bare 27 millioner solgt i USA alene, hvilket gør det til det tredje bedst sælgende album i USA til dato. På verdensplan er Back in Black kun overgået af Michael Jacksons album "Thriller" ifølge "Recording Industry Association of America".
AC/DC blev placeret som nummer fire på VH1's liste over de 100 største hard rock-kunstnere, og blev af MTV placeret som det syvende "største heavy metal-band til dato."

## Biografi
Brødrene Angus, Malcolm, og George Young blev født i Glasgow, Skotland, og flyttede til Sydney i Australien med det meste af deres familie i 1963. George var den første, der lærte at spille guitar. Han blev medlem af The Easybeats, der var Australiens mest succesrige band i 1960'erne. I 1966 blev de det første lokale rockband, der havde et internationalt hit med sangen "Friday on my Mind".
Malcom fulgte i Georges fodspor og sluttede sig til bandet The Velvet Underground fra Newcastle, New South Wales, (skal ikke forveksles med bandet Velvet Underground fra New York).

### De tidlige år
I november 1973 stiftede Malcolm og Angus Young AC/DC og rekrutterede bassisten Larry Van Kriedt, sangeren Dave Evans, og trommeslageren Colin Burgess, (eks-medlem af Master's Apprentices).
Bandet havde sin første optræden på en klub ved navn Chequers i Sydney nytårsaften 1973.
De skrev senere kontrakt med det EMI-distribuerede pladeselskab Albert Productions fra Australien og New Zealand. De tidlige besætninger i bandet skiftede ofte; Colin Burgess blev fyret, og flere bassister og trommeslagere røg ud af bandet i løbet af det følgende år.
På dette tidspunkt havde Angus Young fået sig en skoleuniform, han brugte på scenen. Den oprindelige uniform var formentlig taget fra hans secondary school, Ashfield Boys High School i Sydney. Idéen til denne udklædning kom fra hans søster Margaret. Angus havde prøvet andre kostumer som Spiderman, Zorro, en gorilla og en parodi på Superman med navnet Super-Ang på brystet. I deres tidlige karriere klædte de fleste af medlemmerne sig faktisk i en form for oppiftet eller satineret tøj, men denne fremgangsmåde blev droppet, da de opdagede, at gruppen Skyhooks, fra Melbourne allerede havde taget denne ide til sig i deres sceneoptrædener.
Brødrene Young besluttede, at Evans ikke var en passende frontfigur for gruppen, da de følte han var mere en glam rocker som Gary Glitter.
På scenen blev Evans også af og til afløst af bandets første manager Dennis Laughlin, som oprindelig var forsanger for Sherbet, dog inden Daryl Braithwaite sluttede sig til dem.
Evans havde interne problemer med Laughlin, som også bidrog til bandets ilde syn på Evans. I mellemtiden var den erfarne sanger Ronald Belford "Bon" Scott og ven af George Young interesseret i at blive forsanger.

### Bon Scott-æraen (1974–1980)
I september 1974 afløste Bon Scott Dave Evans. Scott var tidligere sanger i The Spektors (1964-66), The Valentines (1966-70), og Fraternity (1970-73). Bandet havde kun indspillet en single med Evans: "Can I Sit Next to You" / "Rockin' in the Parlour." "Can I Sit Next to You" blev senere genindspillet med Bon Scott under titlen "Can I Sit Next to You Girl".
I januar 1975 var deres debutalbum High Voltage, (kun udgivet i Australien og i 1976 i resten af verden) indspillet, hvilket tog dem ti dage. Det var baseret på et instrumentalt nummer skrevet af Young brødrene og med en sangtekst tilføjet af Scott.
I løbet af nogle få måneder havde bandets besætning stabiliseret sig og bestod af Scott, brødrene Young, bassisten Mark Evans og trommeslageren Phil Rudd. Senere samme år udgav de singlen "It's a Long Way to the Top (If You Wanna Rock 'n' Roll)," som blev deres mangeårige hymne. Den var inkluderet på deres andet album T.N.T., der også kun blev udgivet i Australien og New Zealand. Albummet indeholdt også den anden klassiker "High Voltage" med samme navn som debutalbummet.
Mellem 1974 og 1977 blev de hjulpet på vej af deres regelmæssige optræden på Molly Meldrums
Countdown, et landsdækkende popmusikprogram, hvor AC/DC blev et af de mest populære og succesrige bands i Australien. Bandets show den 3. april 1977 var deres sidste tv-optræden i over tyve år.

#### International succes (1976–1978)
I 1976 skrev bandet en international pladekontrakt med Atlantic Records og turnerede efterfølgende over hele Storbritannien og Europa.
De opnåede uvurderlig erfaring på stadionturneen, hvor de spillede som opvarmning for førende hard rockbands som Kiss, Aerosmith, Styx og Blue Öyster Cult, og sammen med Cheap Trick stod gruppen også som hovednavn.
Det første AC/DC-album, der fik verdensomspændende udgivelse, var i 1976 og indeholdt en samling af numre taget fra High Voltage og T.N.T.-albummene. Den internationale udgivelse fik navnet High Voltage og blev udgivet af pladeselskabet Atlantic Records. Pladen solgte over tre millioner eksemplarer verden over, delvis på grund af sin popularitet blandt det britiske punkpublikum. Valget af numrene til albummet lænede sig mest mod den nyeste udgivelse T.N.T. og inkluderede kun to sange fra deres første LP. Bandets næste album Dirty Deeds Done Dirt Cheap blev udgivet samme år, både den australske og den internationale version ligesom sine forgængere.
Sangene på pladen varierede verden over: På den internationale udgave var sangen "Rocker" fra T.N.T. inkluderet, og på den australske udgave var sangen "Jailbreak" inkluderet, (som i dag findes på deres opsamlings-ep '74 Jailbreak fra 1984 eller som liveversion på Live fra 1992).
Dirty Deeds blev ikke udgivet i USA før 1981, hvor bandets karriere var på sit højeste.
Efter indspilningerne af den internationale udgivelse Let There Be Rock i 1977 blev bassisten Mark Evans fyret på grund af personlige problemer med Angus Young. Han blev afløst af Cliff Williams, som også sang kor sammen med Malcolm Young.
Ingen af brødrene Young har uddybet fyringen af Evans, selvom Richard Griffith, CEO for Epic Records og bookingagent for AC/DC, i midten af 1970'erne udtalte sig: "I ved, at Mark ville aldrig komme til at holde, han var bare en lidt for flink fyr."
AC/DC var fik dannende indflydelse på New Wave of British Heavy Metal bands som Saxon og Iron Maiden, der dukkede op sent i 1970'erne, som en reaktion på tilbagegangen af traditionelle heavy metal-bands fra de tidlige 1970'ere. I 2007 omtalte kritikere AC/DC sammen med Thin Lizzy, UFO, Scorpions og Judas Priest som "den anden generation af stjerner, der er klar til at træde ind i revnen, som de gamle forsvindende vagter."

#### Succes i USA (1977–1979)
AC/DC's første offentlige omtale i Amerika kom gennem radiostationen i Michigan, AM 600 WTAC, i 1977. Stationens manager Peter C. Cavanaugh hyrede bandet til at spille i Flints Capitol Theater. AC/DC's opvarmningsband ved denne koncert var MC5, som kortvarigt blev genforenet og accepterede at spille til begivenheden. AC/DC åbnede med sin populære sang "Live Wire" og sluttede af med "It's a Long Way to the Top (If You Wanna Rock 'n' Roll)".
AC/DC endte med at blive identificeret med punkbevægelsen af den britiske presse. Deres omdømme sørgede for, at de overlevede punk-revolutionen i de sene 1970'ere og beholdt en kultpublikum i Storbritannien igennem hele perioden.  Angus Young opnåede berygtethed da han månede publikummet gennem deres liveoptræden.
Ved udgivelsen af Powerage i 1978 fik bassisten Cliff William sin debut, og med dets hårdere riff, fulgte det blåtrykte sæt af Let There Be Rock.
"Rock 'n' Roll Damnation" blev den eneste single på Powerage. Under turnéen til Powerage-albummet blev showet ved Apollo Theatre i Glasgow indspillet og udgivet som If You Want Blood You've Got It i 1978, der indeholdt klassiske sange som "Whole Lotta Rosie", "Problem Child", og "Let There Be Rock," såvel som senere kendte numre som "Riff Raff." Livealbummet var det sidste, der blev produceret af Harry Vanda og George Young med Bon Scott som sanger, selvom Vanda og Young senere producerede Blow Up Your Video, hvilket påstås at være AC/DC's mest undervurderede album.
Bandets sjette album Highway to Hell blev produceret af Mutt Lange og udgivet i 1979.
Det blev den første AC/DC-plade, som kom på USA's top-100, hvor den nåede en 17.-plads , og det førte bandet op i ligaen af førende hard rock-bands.
Highway to Hell lagde en forøget vægt på korvokalerne, men bibeholdt signaturlyden: de høje, simple, bankende riff og rytmiske backbeats.
Den sidste sang, "Night Prowler", har to hurtige åndedrag i begyndelsen af sangen og forsøger at skabe en tone af frygt og afsky.

#### Bon Scotts død (1980)
Den 19. februar 1980 besvimede Bon Scott efter en kæmpe natlig druktur i London og blev efterladt i en bil ejet af en bekendt ved navn Alistair Kinnear. Næste morgen skyndte Kinnear sig af sted med ham til King's College hospitalet i Camberwell, hvor Scott blev erklæret død ved ankomsten. Selvom rygterne påstår, at grunden til Scotts død var kvælning i sit eget opkast, lyder den officielle årsag på akut alkoholforgiftning og død ved ulykke.
Scotts familie begravede ham i Fremantle, Vestaustralien i det område, de immigrerede, da han var et barn.
Uoverensstemmelse i den officielle redegørelse for Scotts død blev nævnt i konspirationsteorier, der har foreslået, at Scott døde af en heroinoverdosis eller blev dræbt af udstødningsgas, som var ført ind i bilen, eller at Kinnear slet ikke eksisterede Yderligere var Scott astmatiker, og temperaturen var under frysepunktet, den morgen han døde.

### Jagten på en ny forsanger
Som følge af Scotts død havde AC/DC i en kort periode besluttet sig for at gå i tænkeboksen. Til sidst besluttede de sig dog for at fortsætte da de mente, Scott ville have ønsket det, og 3 forskellige kandidater blev anset som passende afløser.
Sangeren Terry Slesser (tidligere medlem af Back Street Crawler) henvendte sig, men valgte ikke at slutte sig til et etableret band. I stedet for fik han sig en succesrig solokarriere, som inkluderede hans bidrag til sangen "Rainbow's Gold". Buzz Shearman (eks-Moxy) kunne heller ikke slutte sig til bandet på grund af problemer med stemmen. De tilbageværende AC/DC-medlemmer valgte derfor den tidligere forsanger for Geordie Brian Johnson.
Angus Young erindrede: "Jeg kan huske, Bon spillede Little Richard for mig og fortalte en historie, om da han så Brian synge. Han fortalte om den nat, hvor en fyr stod oppe på scenen og skreg af sine lungers fulde kraft, og det næste man så var, at han gik i gulvet. Han lå på jorden og rullede rundt, mens han skreg. Jeg syntes, det var fedt, og det allerbedste var, man ikke kunne få et bedre ekstranummer, end da de kom ind og trak fyren bort." Johnson fik senere den aften stillet diagnosen appendicitis, hvilket var grunden til han lå og vred sig på scenen.
Til optagelsesprøven med AC/DC sang Johnson "Whole Lotta Rosie" fra Let There Be Rock, og Ike & Tina Turners "Nutbush City Limits". Han blev hyret få dage efter prøven.

### Brian Johnson-æraen (1980 – nu)
Med Brian Johnson færdiggjorde bandet den sangskrivning, det var begyndt på med Bon Scott, til albummet Back in Black. Indspilningerne fandt sted i Compass Point Studios på Bahamas nogle få måneder efter Scotts død.
Back in Black (produceret af Mutt Lange og indspillet af Tony Platt) blev deres bedst sælgende album og en hard rock-milesten. Udgivelsen inkluderede hit som "Hells Bells," "You Shook Me All Night Long," og titelsporet "Back in Black." Albummet blev tildelt guld et år efter dets udgivelse,, og i 2006 havde det solgt mere end 21 millioner eksemplarer i USA. Albummet nåede førstepladsen i Storbritannien og fjerdepladsen i USA, hvor det i 131 uger lå i top-ti.
Det følgende album For Those About to Rock We Salute You blev udgivet i 1981. Albummet solgte
godt og blev positivt modtaget af kritikerne. Udgivelsen indeholdt to af bandets mest populære singler: "Let's Get It Up" og titelnummeret "For Those About to Rock (We Salute You)," som nåede en 13.- og 15.-plads, henholdsvis i Storbritannien.
AC/DC og Mutt Lange gik fra hinanden, hvilket førte til det selvproducerede album Flick of the Switch, der udkom i 1983. Musikalsk havde albummet en stil, hvor bandet prøvede at genfinde rå- og enkelheden fra de tidligere udgivelser.

#### Rudd forlader bandet og kommerciel tilbagegang (1983-1987)
Midt i rygterne om alkoholisme og stofforårsaget paranoia blev Phil Rudds venskab med Malcolm Young forværret, og efter en længere periode med uvenskab var deres foragt over for hinanden efterhånden blevet så stor, at det endte i et slagsmål. Det resulterede i, at Rudd blev fyret to timer efter slåskampen. Selvom Rudd allerede havde færdiggjort sit trommespil til de fleste af numrene på det kommende album, blev han afløst af Simon Wright, efter at bandet havde afholdt en anonym optagelsesprøve.
Med den nye besætning udgav gruppen sit selvproducerede album Flick of the Switch, som var meget mindre succesrigt og blev anset for at være stillestående og ikke værd at nævne. En kritiker udtalte, at bandet "havde lavet det samme album ni gange."
AC/DC blev valgt som "årets ottendestørste skuffelse" i en meningsmåling udarbejdet af Kerrang!. Alligevel nåede Flick of the Switch en fjerdeplads på Storbritanniens hitlister,, og AC/DC havde begrænset succes med singlerne "Nervous Shakedown" og "Flick of the Switch." Fly on the Wall, der blev produceret af Young-brødrene i 1985, blev også anset som uinspireret og uden mål. Der blev optaget en video med samme navn som albummet Fly on the Wall, hvor bandet spillede fem af albummets ti sange på en bar.
I 1986 vendte gruppen tilbage på hitlisterne med sangen "Who Made Who." Albummet Who Made Who var soundtracket til Stephen Kings film Maximum Overdrive og det tætteste, bandet nogensinde er kommet på at lave en "greatest hits"-opsamling. Udgivelsen bragte gamle hit som "You Shook Me All Night Long" og "Ride On" sammen med nyere sange som titelnummeret "Who Made Who" og de to nye instrumentale numre "D.T." og "Chase the Ace"
I februar 1988 blev AC/DC indlemmet i Australian Recording Industry Associations Hall of Fame.

#### Fornyet popularitet (1988 – 2001)
AC/DC's album Blow Up Your Video fra 1988 blev indspillet i Miraval Studio i Le Val, Frankrig, og genforenede bandet med deres oprindelige producere Harry Vanda og George Young.
Gruppen indspillede nitten sange, hvoraf ti af dem blev udvalgt til pladen. Selvom albummets indhold blev kritiseret for at have overdrevent meget fyldstof, blev det en kommerciel succes. Blow up Your Video solgte mere end de to foregående udgivelser tilsammen og kom på en andenplads på Storbritanniens hitlister, hvilket var AC/DC's højeste placering siden Back In Black fra 1980. Albummet indeholdt den britiske toptyve-single "Heatseeker", og populære sange som "That's the Way I Wanna Rock and Roll".
Blow Up Your Video-verdensturnéen begyndte i februar 1988 i Perth, Australien. I april samme år under følgende de liveoptrædener i Europa bekendtgjorde Malcolm Young, at han ville tage en pause fra turnéen, for at begynde på sin alkoholafvænning. Et andet medlem af familien Young ved navn Stevie Young afløste ham midlertidigt.
Efter turnéen forlod Wright bandet for at arbejde på det kommende Dio-album Lock up the Wolves og blev afløst af Chris Slade. Johnson var inaktiv i flere måneder, mens han fik afsluttet sin skilsmisse,, så brødrene Young skrev sangene til hele det næste album – en fremgangsmåde i skriveprocessen de også fortsatte med at bruge på deres efterfølgende udgivelser. Det nye album, The Razors Edge, blev produceret af Bruce Fairbairn, der tidligere havde arbejdet med bands som Aerosmith og Bon Jovi.
The Razors Edge blev udgivet i 1990 og gav en genvunden succes til AC/DC med hit som "Thunderstruck" og "Are You Ready," der nåede femte- og sjettepladsen henholdsvis på Billboards Mainstream Rock Tracks hitliste, og "Moneytalks", der nåede ind som nummer 23 på Billboard Hot 100. Albummet fik tildelt multiplatinum og nåede USA's top-ti. Flere optrædener blev optaget til deres livealbum, Live fra 1992. Live blev produceret af Fairbairn og anses for at være et af 1990'ernes bedste livealbum.
Et år senere indspillede AC/DC sangen "Big Gun", der skulle være soundtracket til Arnold Schwarzenegger-filmen, Last Action Hero. "Big Gun" blev senere udgivet som en single, der nåede førstepladsen på USA's Mainstream Rock-hitliste, hvilket var deres første nummer 1 på den hitliste.
I 1994 inviterede Angus og Malcolm Rudd til flere jamperioder. Han blev efterfølgende hyret igen for at afløse Slade, der forlod bandet på grund af deres stærke ønske om at få Rudd tilbage. I 1995 udgav gruppen Ballbreaker, der blev indspillet i Ocean Way Studios i Los Angeles, Californien, med Rick Rubin som producer. Den første single fra albummet var "Hard as a Rock," der nåede førstepladsen på USA's hitlister. "Hail Caesar" og "Cover You in Oil" blev også senere udgivet som singler.
I 1997 udgav gruppen bokssættet Bonfire. Bonfire indeholdt fire album: en remastereret version af Back in Black, Volts (en disk med skiftevis uddrag af kasserede optagelser og tilfældige liveoptrædener), og de to livealbum Live from the Atlantic Studios og Let There Be Rock: The Movie. Live from the Atlantic Studios blev indspillet i 1978 i Atlantic Studios, New York. Let There Be Rock: The Movie var et dobbeltalbum, indspillet i 1979 i Pavillon i Paris og soundtracket til filmen AC/DC: Let There Be Rock. Den amerikanske udgave af bokssættet indeholdt også en farvet cd-folder, en to-siders plakat, et klistermærke, en midlertidig tatovering, en nøglering med øloplukker samt et guitarplekter.

I 2000 udgav bandet sit sekstende studiealbum Stiff Upper Lip, som var produceret af George Young. Albummet blev taget bedre imod af anmelderne end Ballbreaker, men anses som et album med mangel på nye ideer.
Den australske udgave af albummet indeholdt tre reklamevideoer, og flere optagelser fra deres liveoptrædener i Madrid, fra 1996. Stiff Upper Lip nåede førstepladsen i fem forskellige lande, deriblandt Argentina og Tyskland, andenpladsen i tre lande: Spanien, Frankrig og Schweiz, #3 i Australien, #5 i Canada og Portugal og #7 i Norge, USA og Ungarn. Den første single "Stiff Upper Lip" forblev nummer et på de amerikanske hitlister i fire uger. Andre singler som "Safe in New York City" og "Satellite Blues" klarede sig også godt og nåede pladserne 31 og 7 henholdsvis i USA.

### Nylige begivenheder (2002 – )
I 2002 skrev AC/DC en langvarig multialbums-kontrakt med Sony Music, som udgav en hel serie af kvalitetsforbedrede album. Hver eneste udgivelse indeholdt en udvidet cd-folder med sjældne fotografier, mindeværdige ting og noter. I 2003 blev alle deres forrige albumudgivelser kvalitetsforbedret og genudgivet med undtagelse af Ballbreaker og Stiff Upper Lip. Ballbreaker blev efterfølgende genudgivet i oktober 2005 og Stiff Upper Lip senere hen i april 2007.
I maj 2003 modtog Malcom Young prisen "Ted Albert Award for Outstanding Service to Australian Music" ved Music Winners Awards i 2003, hvor han gav en speciel hyldest til Bon Scott.
Samme år havde Recording Industry Association of America opdateret gruppens salg i USA, hvilket viste en stigning fra 46,5 millioner til 63 millioner, og det gjorde dem til det femtebedst sælgende band i USA's musikhistorie kun overgået af The Beatles, Led Zeppelin, Pink Floyd, og Eagles. AC/DC blev dog for nylig rykket ned til det tiendebedst sælgende band.
RIAA tildelte også albummet Back in Black dobbelt diamant, (tyve millioner) i pladesalg i USA, og det gjorde det til det sjettebedst sælgende album i USA til dato. I 2005 havde Back in Black solgt over 21 millioner eksemplarer, hvilket rykkede dets position op til en femteplads.
Den 30. juli optrådte AC/DC med The Rolling Stones og Rush på Molson Canadian Rocks for Toronto. Koncerten blev afholdt for et publikum på over en halv million mennesker og havde til formål at hjælpe byer, der havde været hårdt ramt af SARS-epidemien. Koncerten slog rekorden som det mest betalte musikarrangement i Nordamerikas historie.
Den 1. oktober 2004 blev en gade i det centrale Melbourne, Corporation Lane, omdøbt til ACDC Lane til ære for bandet. Alligevel forbød Melbourne brugen af skråstreg i gadenavne, så de fire bogstaver blev sat sammen.
I et stræde nær Swanston Street på ladet af en lastbil optog bandet sin musikvideo til sangen "It's a Long Way to the Top (If You Wanna Rock 'n' Roll)" i 1975. Ydermere blev en gade i Leganés, Spanien døbt "Calle de AC/DC" den 2. marts 2000. Bandet kom på en andenplads over Australiens højestsælgende entertainere i 2005, og som nummer seks i 2006, trods de ikke havde været på turné eller udgivet noget album siden 2000.
Verizon Wireless har fået rettighederne, til at udgive AC/DC's album og hele Live at Donington-koncerten, som kan downloades i 2008.

#### Rock and Roll Hall of Fame
I marts 2003 blev AC/DC optaget i museet Rock and Roll Hall of Fame. I løbet af ceremonien spillede de sangene "Highway to Hell" og "You Shook Me All Night Long" med Steven Tyler fra Aerosmith som gæstesanger.
Han beskrev bandets powerakkorder som "torden nedefra, der giver en den næstkraftigste bølge, der kan gå gennem ens krop."
Ved optagelsestalen fremdrog Brian Johnson et citat fra deres sang "Let There Be Rock" fra 1977:
| Citat | I begyndelsen tilbage i 1955 kendte mennesket ikke noget til rock'n'roll-showet og alt den sorte snak. Den hvide mand havde schmaltzen, den sorte mand havde bluesen, men ingen af dem vidste, hvad de skulle gøre med det, men Tchaikovsky havde nyheden, han sagde: 'Lad der blive rock.' Bon Scott skrev det. Og det er en fornøjelse at modtage disse priser i nat. | Citat |
|       | |       |

#### Det nye album
I januar 2006 begyndte AC/DC at arbejde på deres nye studiealbum. Malcolm Young udtalte, at bandet på nuværende tidspunkt var ved at skrive materiale til det næste album. Ingen udgivelsesdato blev på dette tidspunkt offentliggjort."
I et interview med Brian Johnson i 2004 fortalte han, at for første gang siden albummet Blow Up Your Video fra 1988 ville han bidrage til sangskrivningen. Han oplyste også, at Angus Young havde lavet hårdere riff end dem på Stiff Upper Lip. Allerede i et interview fra 2005 fortalte Johnson, at han ikke anede, hvornår albummet ville blive indspillet, og hvem der skulle producere det. Malcolm Young udtalte, at "albummet skal være perfekt."
Brian Johnson og Cliff Williams begyndte sammen med Steve Luongo og Mark Hitt at indspille nye sange til en fondopstartet turné, ved navn "Classic Rock Cares." De nye sange ville blive spillet og præsenteret i løbet af koncerterne. Indtil videre har bandet præsenteret sin nyligt indspillede sang "Chain Gang on the Road." Williams oplyste efterfølgende at Young-brødrene havde skrevet nyt materiale, men ikke givet nogen oplysninger om, hvornår det udkom på.
Den 16. oktober 2007 udgav Columbia Records en dobbelt-dvd ved navn Plug Me In. Sættet bestod af fem timers sjældne optagelser og tilmed en indspilning af AC/DC's high school-optræden "School Days", "T.N.T.", "She's Got Balls", og "It's a Long Way to The Top". Som med Family Jewels indeholder disk 1 sjældne shows med Bon Scott og disk 2 med Brian Johnson. Samlerversionen indeholder en ekstra dvd med 21 mere sjældne optrædener med både Scott og Johnson og flere interview.

## Navnet AC/DC
Ideen til bandets navn opstod da Angus og Malcolm Young så akronymet AC/DC på bagsiden af deres søster, Margarets symaskine. "AC/DC" er en forkortelse af "alternating current/direct current" (på dansk: "vekselstrøm/jævnstrøm"), som indikerer en elektrisk opfindelse, der kan bruge begge typer strøm.
Brødrene mente at det symboliserede bandets rå energi og kraftdrevne optrædener, og navnet hang ved.
I nogle kulturer er AC/DC et slangord for biseksualitet. Bandet sagde selv de ikke kendte noget til dette brug, før en taxachauffør fortalte dem det efter en koncertaften tidligt i deres karriere.
Nogle religiøse grupper har foreslået at navnet står for "Anti-Christ/Devil's Child(ren)" (~"Antikrist/Djævlens børn), "Anti-Christ/Devil Christ" (~"Antikrist/Djævlens kristendom") eller "After Christ/Devil Comes (~"Efter Kristus/Kommer Djævelen"). Selvom rygterne har vedvaret blandt kritikere, der forsøger at stemple bandet som satanister, har gruppen afvist alle disse opfattelser af deres navn.
"AC/DC" udtales i en stavelse af gangen, selvom bandet i Australien populært også er kendt som "Acca Dacca." Navnet har inspireret mange hyldestbands, inklusiv BC/DC canadisk provins af det Britiske Columbia, AC/DShe en kvindelig gruppe fra San Francisco.

## Medlemmer
| År   | Lead-Guitar | Rytmeguitar/ back-up-vokal | Forsanger     | Bas/back-up-vokal | Trommer       | Album                                      |
| ---- | ----------- | -------------------------- | ------------- | ----------------- | ------------- | ------------------------------------------ |
| 1973 | Angus Young | Malcolm Young              | Dave Evans    | Larry Van Kriedt  | Colin Burgess |                                            |
| 1974 | Angus Young | Malcolm Young              | Dave Evans    | Rob Bailey        | Peter Clack   |                                            |
| 1975 | Angus Young | Malcolm Young              | Bon Scott     | George Young      | Tony Currenti | High Voltage                               |
| 1976 | Angus Young | Malcolm Young              | Bon Scott     | Mark Evans        | Phil Rudd     | T.N.T. + Dirty Deeds Done Dirt Cheap       |
| 1977 | Angus Young | Malcolm Young              | Bon Scott     | Mark Evans        | Phil Rudd     | Let There Be Rock                          |
| 1978 | Angus Young | Malcolm Young              | Bon Scott     | Cliff Williams    | Phil Rudd     | Powerage + If You Want Blood You've Got It |
| 1979 | Angus Young | Malcolm Young              | Bon Scott     | Cliff Williams    | Phil Rudd     | Highway To Hell                            |
| 1980 | Angus Young | Malcolm Young              | Brian Johnson | Cliff Williams    | Phil Rudd     | Back in Black                              |
| 1981 | Angus Young | Malcolm Young              | Brian Johnson | Cliff Williams    | Phil Rudd     | For Those About to Rock                    |
| 1982 | Angus Young | Malcolm Young              | Brian Johnson | Cliff Williams    | Phil Rudd     |                                            |
| 1983 | Angus Young | Malcolm Young              | Brian Johnson | Cliff Williams    | Phil Rudd     | Flick of the Switch                        |
| 1984 | Angus Young | Malcolm Young              | Brian Johnson | Cliff Williams    | Simon Wright  |                                            |
| 1985 | Angus Young | Malcolm Young              | Brian Johnson | Cliff Williams    | Simon Wright  | Fly on the Wall                            |
| 1986 | Angus Young | Malcolm Young              | Brian Johnson | Cliff Williams    | Simon Wright  | Who Made Who                               |
| 1987 | Angus Young | Malcolm Young              | Brian Johnson | Cliff Williams    | Simon Wright  |                                            |
| 1988 | Angus Young | Malcolm Young              | Brian Johnson | Cliff Williams    | Simon Wright  | Blow Up Your Video                         |
| 1989 | Angus Young | Malcolm Young              | Brian Johnson | Cliff Williams    | Simon Wright  |                                            |
| 1990 | Angus Young | Malcolm Young              | Brian Johnson | Cliff Williams    | Chris Slade   | The Razors Edge                            |
| 1991 | Angus Young | Malcolm Young              | Brian Johnson | Cliff Williams    | Chris Slade   |                                            |
| 1992 | Angus Young | Malcolm Young              | Brian Johnson | Cliff Williams    | Chris Slade   | Live + Live: 2 CD Collector's Edition      |
| 1993 | Angus Young | Malcolm Young              | Brian Johnson | Cliff Williams    | Chris Slade   |                                            |
| 1994 | Angus Young | Malcolm Young              | Brian Johnson | Cliff Williams    | Chris Slade   |                                            |
| 1995 | Angus Young | Malcolm Young              | Brian Johnson | Cliff Williams    | Phil Rudd     | Ballbreaker                                |
| 1996 | Angus Young | Malcolm Young              | Brian Johnson | Cliff Williams    | Phil Rudd     |                                            |
| 1997 | Angus Young | Malcolm Young              | Brian Johnson | Cliff Williams    | Phil Rudd     | Volts                                      |
| 1998 | Angus Young | Malcolm Young              | Brian Johnson | Cliff Williams    | Phil Rudd     |                                            |
| 1999 | Angus Young | Malcolm Young              | Brian Johnson | Cliff Williams    | Phil Rudd     |                                            |
| 2000 | Angus Young | Malcolm Young              | Brian Johnson | Cliff Williams    | Phil Rudd     | Stiff Upper Lip                            |
| 2001 | Angus Young | Malcolm Young              | Brian Johnson | Cliff Williams    | Phil Rudd     |                                            |
| 2002 | Angus Young | Malcolm Young              | Brian Johnson | Cliff Williams    | Phil Rudd     |                                            |
| 2003 | Angus Young | Malcolm Young              | Brian Johnson | Cliff Williams    | Phil Rudd     |                                            |
| 2004 | Angus Young | Malcolm Young              | Brian Johnson | Cliff Williams    | Phil Rudd     |                                            |
| 2005 | Angus Young | Malcolm Young              | Brian Johnson | Cliff Williams    | Phil Rudd     |                                            |
| 2006 | Angus Young | Malcolm Young              | Brian Johnson | Cliff Williams    | Phil Rudd     |                                            |
| 2007 | Angus Young | Malcolm Young              | Brian Johnson | Cliff Williams    | Phil Rudd     |                                            |
| 2008 | Angus Young | Malcolm Young              | Brian Johnson | Cliff Williams    | Phil Rudd     | Black Ice                                  |
| 2009 | Angus Young | Malcolm Young              | Brian Johnson | Cliff Williams    | Phil Rudd     |                                            |
| 2010 | Angus Young | Malcolm Young              | Brian Johnson | Cliff Williams    | Phil Rudd     |                                            |
| 2011 | Angus Young | Malcolm Young              | Brian Johnson | Cliff Williams    | Phil Rudd     |                                            |
| 2012 | Angus Young | Malcolm Young              | Brian Johnson | Cliff Williams    | Phil Rudd     |                                            |
| 2013 | Angus Young | Malcolm Young              | Brian Johnson | Cliff Williams    | Phil Rudd     |                                            |
| 2014 | Angus Young | Stevie Young               | Brian Johnson | Cliff Williams    | Phil Rudd     | Rock or Bust                               |
| 2015 | Angus Young | Stevie Young               | Brian Johnson | Cliff Williams    | Chris Slade   |                                            |
| 2016 | Angus Young | Stevie Young               | Axl Rose      | Cliff Williams    | Chris Slade   |                                            |
| 2017 | Angus Young | Stevie Young               |               |                   |               |                                            |
| 2018 | Angus Young | Stevie Young               | Brian Johnson | Cliff Williams    | Phil Rudd     |                                            |
| 2019 | Angus Young | Stevie Young               | Brian Johnson | Cliff Williams    | Phil Rudd     |                                            |
| 2020 | Angus Young | Stevie Young               | Brian Johnson | Cliff Williams    | Phil Rudd     | Power Up                                   |
| 2021 | Angus Young | Stevie Young               | Brian Johnson | Cliff Williams    | Phil Rudd     |                                            |
| 2022 | Angus Young | Stevie Young               | Brian Johnson | Cliff Williams    | Phil Rudd     |                                            |

## Diskografi

### Studiealbummer
- 1975: High Voltage (Australien)
- 1976: T.N.T.
- 1976: High Voltage (International)
- 1976: Dirty Deeds Done Dirt Cheap  (Australien)
- 1976: Dirty Deeds Done Dirt Cheap
- 1977: Let There Be Rock  (Australien)
- 1977: Let There Be Rock (International)
- 1978: Powerage
- 1979: Highway to Hell
- 1980: Back in Black (Første album med Brian Johnson som forsanger)
- 1981: For Those About to Rock We Salute You
- 1983: Flick of the Switch
- 1984: '74 Jailbreak
- 1985: Fly on the Wall
- 1986: Who Made Who
- 1988: Blow Up Your Video
- 1990: The Razors Edge
- 1995: Ballbreaker
- 1997: Volts
- 1997: Bonfire
- 2000: Stiff Upper Lip
- 2008: Black Ice
- 2010: Iron Man 2 (soundtrack)
- 2014: Rock or Bust
- 2020 Power Up

### Livealbummer
- 1978: If You Want Blood You've Got It
- 1992: Live
- 1992: Live: 2 CD Collector's Edition
- 1997: Live from the Atlantic Studios
- 1997: Let There Be Rock: The Movie
- 2012: Live at River Plate

### Videoudgivelser
- 1980: AC/DC: Let There Be Rock
- 1985: Fly on the Wall
- 1986: Who Made Who
- 1989: AC/DC (Kun udgivet i Australien)
- 1991: Clipped
- 1991: Live at Donington
- 1993: For Those About to Rock We Salute You
- 1996: No Bull
- 2001: Stiff Upper Lip Live
- 2003: Live '77 (Kun udgivet i Japan)
- 2004: Toronto Rocks
- 2005: Family Jewels
- 2007: Plug me in
- 2008: Do Me on the Table
- 2008: Black Ice
- 2010: Iron Man 2 (soundtrack)
- 2011: Live at River Plate

## Fodnoter
1. ↑  "17 April 2016, independent.co.uk: Axl Rose to join AC/DC as lead singer after Brian Johnson forced to quit over hearing problems". Arkiveret fra originalen 20. april 2016. Hentet 17. april 2016.
2. ↑  "AC/DC Biografi". The Rock Radio. april 2005. Arkiveret fra originalen 5. juni 2008. Hentet 2008-08-02.
3. 1 2 3 4  Engleheart, Murray (1997-11-18). AC/DC - Bonfire.
4. ↑  "Tilbage til rødderne for AC/DC". Sydney Morning Herald Online. Arkiveret fra originalen 9. april 2014. Hentet 7. juli 2009.
5. 1 2  "Top Selling Artists". Recording Industry Association of America. Arkiveret fra originalen 1. juli 2007. Hentet 2008-12-31.
6. ↑  "Ageless and Defiant, AC/DC Stays on Top Without Going Digital, artikel fra [[New York Times]], 10.10.08". Arkiveret fra originalen 23. maj 2013. Hentet 9. maj 2010.
7. 1 2 3  "Top 100 Albums". Recording Industry Association of America. Arkiveret fra originalen 17. januar 2010. Hentet 2008-08-02.
8. ↑  "100 Største hard rock-kunstnere". VH1. Arkiveret fra originalen 9. februar 2012. Hentet 2008-08-02.
9. ↑  "De bedste metal bands til dato". MTV. Arkiveret fra originalen 9. februar 2012. Hentet 2008-08-02.
10. ↑  Baker, Glenn A. "Albert Musics historie". Albert Productions. Arkiveret fra originalen 30. december 2007. Hentet 2008-08-02.
11. ↑  ""Friday on my Mind" af The Easybeats". Songfacts. Arkiveret fra originalen 9. februar 2012. Hentet 2008-08-02.
12. 1 2 3  Walker, Clinton (2001). Highway to Hell: The Life and Times of AC/DC Legend Bon Scott. s. pp. 128–133. ISBN 1-891241-13-3. {{cite book}}: |pages= har ekstra tekst (hjælp)
13. ↑  "Rock Snaps". Australian Broadcasting Corporation. Arkiveret fra originalen 22. november 2014. Hentet 2008-08-02.
14. ↑  "Long Way to the Top". Australian Broadcasting Corporation. Arkiveret fra originalen 25. juli 2008. Hentet 2008-08-02.
15. 1 2  Stenning, Paul; Rob Johnstone (november 2005). AC/DC - Two Sides to Every Glory. Chrome Dreams. s. 32-34. ISBN 1-84240-308-7.
16. 1 2 3 4 5 6 7  "Timeline". AC/DC official website. Arkiveret fra originalen 12. juni 2007. Hentet 2008-08-02.
17. 1 2 3  Boulton, Martin (2004-09-10). "Laneway to the top for AC/DC". The Age. Arkiveret fra originalen 26. august 2015. Hentet 2008-08-02.
18. 1 2  Jeckell, Barry A. (2005-06-07). "Back In Black tips 21M mark". Billboard. Arkiveret fra originalen 11. november 2012. Hentet 2008-08-02.
19. ↑  Huey, Steve. "AC/DC - High Voltage". All Music Guide. Arkiveret fra originalen 10. februar 2020. Hentet 2008-08-02.
20. ↑  Elliott, Paul. "Never Mind the Bollocks". Mojo (February 2007)
21. ↑  "Peter Cavanaugh". Wild Wednesday. Arkiveret fra originalen 18. maj 2015. Hentet 2008-08-02.
22. ↑  Prato, Greg. "AC/DC - Powerage". All Music Guide. Arkiveret fra originalen 11. april 2020. Hentet 2008-08-02.
23. 1 2  Christopher, Michael (2003-06-30). "Epic Records AC/DC genudgivelse: Anden bølge". PopMatters. Arkiveret fra originalen 14. april 2008. Hentet 2008-08-02.
24. ↑  Huey, Steve. "AC/DC - Highway to Hell". All Music Guide. Arkiveret fra originalen 22. juli 2011. Hentet 2008-08-02.
25. 1 2  Jinman, Richard (2005-02-19). "25 år på, minder AC/DC's fans, hvordan den vilde rocker gik bort". The Guardian. Arkiveret fra originalen 22. januar 2008. Hentet 2008-08-02.
26. ↑  "Bon's Highway leads to the National Trust". Metropolitan Cemeteries Board. 2006-02-15. Arkiveret fra originalen 16. november 2007. Hentet 2008-08-02.
27. ↑  Stevenson, Jane (1997-11-22). "AC/DC lights a Bonfire in tribute". Canoe JAM! music. Arkiveret fra originalen 19. december 2014. Hentet 2008-08-02.
28. ↑  "Moxy". Canoe JAM! music. Arkiveret fra originalen 3. juli 2014. Hentet 2008-08-02.
29. ↑  BBC6 interview, 16. november 2003. Se genparten her Arkiveret 27. september 2007 hos  Wayback Machine og her Arkiveret 10. juni 2016 hos  Wayback Machine. Hentet den 2. august 2008
30. ↑  Crandall, Bill (2003-02-28). "Rock and Roll Hall of Fame 2003: AC/DC". Rolling Stone. Arkiveret fra originalen 17. november 2007. Hentet 2008-08-02.
31. 1 2 3 4 5  "AC/DC History". AC/DC - Bedlam in Belgium. Arkiveret fra originalen 16. april 2012. Hentet 2008-08-02.
32. 1 2 3  "EveryHit". Arkiveret fra originalen 29. oktober 2019. Hentet 2008-08-02.
33. ↑  ""For Those About To Rock (We Salute You)" by AC/DC". Songfacts. Arkiveret fra originalen 5. september 2015. Hentet 2008-08-02.
34. 1 2  Huey, Steve. "AC/DC - Flick of the Switch". All Music Guide. Arkiveret fra originalen 13. november 2010. Hentet 2008-08-02.
35. ↑  Fricke, David (1987-10-27). "AC/DC: Flick of the Switch". Rolling Stone. Arkiveret fra originalen 18. juni 2008. Hentet 2008-08-02.
36. ↑  Huey, Steve. "AC/DC - Fly on the Wall". All Music Guide. Arkiveret fra originalen 11. april 2020. Hentet 2008-08-02.
37. ↑  "ARIA Icons: Hall of Fame". Australian Recording Industry Association. Arkiveret fra originalen 18. juli 2008. Hentet 2008-08-02.
38. ↑  Prato, Greg. "AC/DC - Blow Up your Video". All Music Guide. Arkiveret fra originalen 10. februar 2020. Hentet 2008-08-02.
39. ↑  Weber, Barry. "AC/DC - AC/DC Live". All Music Guide. Arkiveret fra originalen 14. marts 2020. Hentet 2008-08-02.
40. ↑  "Boxsets". AC/DC discography. Arkiveret fra originalen 28. juli 2008. Hentet 2008-08-02.
41. ↑  Wild, David (2000-03-30). "AC/DC: Stiff Upper Lip". Rolling Stone. Arkiveret fra originalen 27. juli 2008. Hentet 2008-08-02.
42. ↑  Erlewine, Stephen Thomas. "AC/DC - Stiff Upper Lip". All Music Guide. Arkiveret fra originalen 11. april 2020. Hentet 2008-08-02.
43. ↑  "AC/DC skriver kontrakt med Sony". ChartAttack. 2002-12-06. Arkiveret fra originalen 16. juli 2007. Hentet 2008-08-02.
44. ↑  Rivadavia, Ed. "AC/DC - Diskografi". All Music Guide. Arkiveret fra originalen 15. november 2010. Hentet 2008-08-02.
45. ↑  "2003 Music Winners Awards Announced". Australasian Performing Right Association. Arkiveret fra originalen 23. juli 2008. Hentet 2008-08-02.
46. ↑  "Stones rock out at Toronto's 'biggest party'". Canadian Broadcasting Corporation. 2003-07-31. Arkiveret fra originalen 30. juni 2008. Hentet 2008-08-02.
47. ↑  "Next stage in AC/DC Lane proposal wins in-principle support". City of Melbourne. 2004-07-08. Arkiveret fra originalen 16. oktober 2008. Hentet 2008-08-02.
48. ↑  Estarás, Iván (2000-03-23). "AC/DC trajo 'de calle' a centenares de fans". ABC Madrid (spansk).
49. ↑  Ziffer, Daniel (2006-04-13). "Wiggles wriggle back into top spot". The Age. Arkiveret fra originalen 24. oktober 2017. Hentet 2008-08-02.
50. ↑  Dunn, Emily (2007-07-18). "A wobble, but the Wiggles still rule". The Sydney Morning Herald. Arkiveret fra originalen 24. oktober 2017. Hentet 2007-08-17.
51. ↑  Bruno, Antony (2007-08-01). "AC/DC bliver digtale via Verizon wireless". Reuters. Arkiveret fra originalen 29. december 2007. Hentet 2007-08-17.
52. ↑  "Rock and Roll Hall of Fame open doors". CNN. 2003-11-03. Arkiveret fra originalen 3. oktober 2003. Hentet 2008-08-02.
53. ↑  Johnson, Billy (2003-11-03). "AC/DC, The Clash, The Police And Others Inducted Into Hall Of Fame". Yahoo! Music. Hentet 2008-08-02.
54. ↑  Richardson, Joel; Nick Bowcott (maj 2006). "AC/DC" (PDF). Marshall Law. s. pp. 14–15. Arkiveret (PDF) fra originalen 21. juni 2006. Hentet 2008-08-02. {{cite web}}: |pages= har ekstra tekst (hjælp)
55. ↑  Brian Johnson interview af Eddie Trunk til "Friday Night Rocks", 22. april 2005. Se afskriften her Arkiveret 11. december 2007 hos  Wayback Machine. Hentet den 2. august 2008.
56. ↑  "Classic Rock Cares". The John Entwistle Foundation. Arkiveret fra originalen 14. september 2011. Hentet 2008-08-02.
57. ↑  Runnells, Charles (2007-06-29). "AC/DC bandmates join for Fort Myers concert". The News-Press. Hentet 2008-08-02.{{cite news}}:  CS1-vedligeholdelse: url-status (link) (Webside ikke længere tilgængelig)
58. ↑  "Plug Me In press release". PR Newswire. 2007-08-24. Arkiveret fra originalen 25. oktober 2012. Hentet 2007-09-02.
59. ↑  White, Dave. "AC/DC". About.com - Classic rock. Arkiveret fra originalen 7. juli 2011. Hentet 2008-08-02.
60. 1 2  "Oprindelsen til bandets navn". Digital Dream Door. Arkiveret fra originalen 30. december 2007. Hentet 2008-08-02.
61. ↑  "BC/DC officielle hjemmeside". Arkiveret fra originalen 16. december 2007. Hentet 2008-08-02.
62. ↑  "AC/DShe officielle hjemmeside". Arkiveret fra originalen 10. november 2007. Hentet 2008-08-02.